# Ita O'Brien
Ita O'Brien est une coordinatrice d'intimité britannique.

## Biographie
Ita O'Brien a suivi une formation de danseuse à la Royal Academy of Dancing (en) et à la Bush Davies School of Theatre Arts (en). Elle est diplômée d'une école de théâtre londonienne, la  Central School of Speech and Drama.
Ita O'Brien a exercé les métiers de danseuse pendant 10 ans, actrice pendant 8 ans puis chorégraphe de théâtre avant de devenir coordinatrice d'intimité en 2014. Cette activité se développe au cinéma notamment à la suite de l’affaire Harvey Weinstein en 2017 et du mouvement #MeToo. Elle créée alors sa société Intimacy on Set,.
Elle travaille pour la première fois en tant que coordinatrice d’intimité au cinéma en 2018 pour le film Sex Education,.
En juin 2021, Michaela Coel, autrice et héroïne de la série I May Destroy You, rend hommage à Ita O'Brien, sa coordinatrice de l’intimité sur le tournage, quand elle reçoit son prix de meilleure comédienne lors des British Academy Television Awards : « Merci Ita d'avoir fait de notre industrie un espace sûr, d'avoir créé des frontières physiques, émotionnelles et professionnelles pour que nous puissions faire des oeuvres sur l'exploitation et les abus sans être nous-mêmes abusés dans le processus ».

## Domaine d'intervention
Ita O'Brien travaille comme coordinatrice d'intimité au sein de plusieurs équipes de production dont Netflix, BBC1, Channel 4. 
Le Grand théâtre du Liceu deì Barcelone engage en 2023, Ita O'Brien pour monter l'opéra Antony and Cleopatra et superviser les scènes d'intimité entre les acteurs, une première en Espagne.